# Farra d'Isonzo
Farra d'Isonzo é uma comuna italiana da região do Friuli-Venezia Giulia, província de Gorizia, com cerca de 1.709 habitantes. Estende-se por uma área de 10 km², tendo uma densidade populacional de 171 hab/km². Faz fronteira com Gorizia, Gradisca d'Isonzo, Mariano del Friuli, Moraro, Mossa, Sagrado, San Lorenzo Isontino, Savogna d'Isonzo.

## Demografia
| Variação demográfica do município entre 1861 e 2011                               |
|                                                                                   |
| Fonte: Istituto Nazionale di Statistica (ISTAT) - Elaboração gráfica da Wikipedia |